# Lista planetelor minore: 271001–272000
Aceasta este lista planetelor minore cu numerele 271001–272000.

## 271001–271100
| Denumire             | Denumire provizorie | Data descoperirii | Locul descoperirii | Descoperitor(i) |
| -------------------- | ------------------- | ----------------- | ------------------ | --------------- |
| 271001 –             | 2002 XK74           | 11 decembrie 2002 | Socorro            | LINEAR          |
| 271006 –             | 2002 XA115          | 3 decembrie 2002  | Palomar            | NEAT            |
| 271008 –             | 2002 YM2            | 28 decembrie 2002 | Pla D'Arguines     | Pla D'Arguines  |
| 271009 Reitterferenc | 2002 YE3            | 25 decembrie 2002 | Piszkéstető        | K. Sárneczky    |
| 271010 –             | 2002 YE6            | 28 decembrie 2002 | Kitt Peak          | Spacewatch      |
| 271033 –             | 2003 BO49           | 27 ianuarie 2003  | Anderson Mesa      | LONEOS          |
| 271044 –             | 2003 FK6            | 27 martie 2003    | Campo Imperatore   | CINEOS          |
| 271078 –             | 2003 NU4            | 5 iulie 2003      | Haleakala          | NEAT            |
| 271096 –             | 2003 QH31           | 20 august 2003    | Saint-Sulpice      | Saint-Sulpice   |

## 271101–271200
| Denumire | Denumire provizorie | Data descoperirii  | Locul descoperirii | Descoperitor(i)             |
| -------- | ------------------- | ------------------ | ------------------ | --------------------------- |
| 271109 – | 2003 RV10           | 13 septembrie 2003 | Great Shefford     | P. Birtwhistle              |
| 271110 – | 2003 RO11           | 15 septembrie 2003 | Wrightwood         | J. W. Young                 |
| 271125 – | 2003 SK47           | 17 septembrie 2003 | Kvistaberg         | Uppsala-DLR Asteroid Survey |
| 271152 – | 2003 SO170          | 22 septembrie 2003 | Uccle              | T. Pauwels                  |

## 271201–271300
| Denumire      | Denumire provizorie | Data descoperirii  | Locul descoperirii | Descoperitor(i) |
| ------------- | ------------------- | ------------------ | ------------------ | --------------- |
| 271201 –      | 2003 SE335          | 26 septembrie 2003 | Apache Point       | SDSS            |
| 271212 –      | 2003 TC             | 1 octombrie 2003   | Wrightwood         | A. Grigsby      |
| 271216 –      | 2003 TO13           | 14 octombrie 2003  | New Milford        | New Milford     |
| 271235 Bellay | 2003 UX17           | 18 octombrie 2003  | Saint-Sulpice      | Saint-Sulpice   |
| 271291 –      | 2003 UA270          | 24 octombrie 2003  | Bergisch Gladbach  | W. Bickel       |

## 271301–271400
| Denumire | Denumire provizorie | Data descoperirii | Locul descoperirii | Descoperitor(i) |
| -------- | ------------------- | ----------------- | ------------------ | --------------- |
| 271314 – | 2003 WE1            | 16 noiembrie 2003 | Catalina           | CSS             |
| 271394 – | 2004 BS160          | 22 ianuarie 2004  | Mauna Kea          | Mauna Kea       |
| 271395 – | 2004 CU             | 10 februarie 2004 | Desert Eagle       | W. K. Y. Yeung  |

## 271501–271600
| Denumire | Denumire provizorie | Data descoperirii | Locul descoperirii | Descoperitor(i) |
| -------- | ------------------- | ----------------- | ------------------ | --------------- |
| 271514 – | 2004 GV15           | 9 aprilie 2004    | Siding Spring      | SSS             |
| 271568 – | 2004 KU6            | 19 mai 2004       | Needville          | Needville       |
| 271580 – | 2004 ML3            | 20 iunie 2004     | Junk Bond          | D. Healy        |
| 271582 – | 2004 MZ4            | 22 iunie 2004     | Reedy Creek        | J. Broughton    |

## 271701–271800
| Denumire       | Denumire provizorie | Data descoperirii  | Locul descoperirii | Descoperitor(i)       |
| -------------- | ------------------- | ------------------ | ------------------ | --------------------- |
| 271733 –       | 2004 RN288          | 15 septembrie 2004 | 7300 Observatory   | W. K. Y. Yeung        |
| 271763 Hebrewu | 2004 SO26           | 17 septembrie 2004 | Jarnac             | T. Glinos, D. H. Levy |
| 271772 –       | 2004 TA             | 2 octombrie 2004   | Three Buttes       | G. R. Jones           |
| 271775 –       | 2004 TZ12           | 8 octombrie 2004   | Goodricke-Pigott   | R. A. Tucker          |

## 271801–271900
| Denumire | Denumire provizorie | Data descoperirii | Locul descoperirii | Descoperitor(i)        |
| -------- | ------------------- | ----------------- | ------------------ | ---------------------- |
| 271877 – | 2004 TE354          | 11 octombrie 2004 | Kitt Peak          | M. W. Buie             |
| 271891 – | 2004 VK24           | 5 noiembrie 2004  | Needville          | J. Dellinger, D. Wells |

## 271901–272000
| Denumire | Denumire provizorie | Data descoperirii | Locul descoperirii | Descoperitor(i)        |
| -------- | ------------------- | ----------------- | ------------------ | ---------------------- |
| 271942 – | 2004 YW19           | 18 decembrie 2004 | Mount Lemmon       | Mount Lemmon Survey    |
| 271958 – | 2005 AT47           | 13 ianuarie 2005  | Jarnac             | Jarnac                 |
| 271978 – | 2005 BN35           | 16 ianuarie 2005  | Mauna Kea          | C. Veillet             |
| 271998 – | 2005 CT38           | 9 februarie 2005  | La Silla           | C. Vuissoz, R. Behrend |